# Right Round
«Right Round» ― сингл рэпера Флоу Райды с участием певицы Кеши с его второго студийного альбома R.O.O.T.S. (2009). Он был выпущен на радио 27 января 2009 года и в цифровом виде 10 февраля лейблами Poe Boy Entertainment и Atlantic Records. В нём использован припев песни группы Dead or Alive «You Spin Me Round (Like a Record)». Песня прозвучала в нескольких фильмах, таких как Мальчишник в Вегасе, «Голая правда» и «Идеальный голос». Она является одним из самых продаваемых синглов с более чем 12 миллионами сертифицированных загрузок, что делает её самым продаваемым синглом Фло Райды и вторым самым продаваемым синглом Кеши.

## Музыкальное видео
Сопровождающее песню музыкальное видео было снято в Майами, штат Флорида, режиссёром Малкольмом Джонсом. Кешу попросили сняться в видео, но она отказалась. В интервью журналу Esquire она сказала: Они [команда Флоу Райды] хотели, чтобы я снялась в видео, но я сказала: Нет, я хочу быть только сольной певицей. Видео начинается с того, что Флоу Райда стоит на вращающейся круглой платформе, в то время как его имя золотым шрифтом отображается на экране позади него. Видео было номинировано на лучшее хип-хоп видео на MTV Video Music Awards 2009.

## Композиция
В музыкальном плане "Right Round" использует повторяющиеся темы поп-рэпа из музыки Флоу Райды; в частности, было отмечено сходство между этой песней и "Low" (2007), причём обозреватель Allmusic Дэвид Джеффрис назвал "Right Round" "очевидным наследником". По словам Лии Гринблатт из Entertainment Weekly, песня «чванливая» и «насыщенная басами». В текстах рассказывается о том, как мы были в стриптиз-клубе с друзьями и бросали деньги женщине, исполняющей стриптиз. Кроме того, строка припева "You spin my head right round, right round / When you go down, when you go down, down" («Ты кружишь мне голову, кружишь голову / Когда ты опускаешься, когда ты спускаешься, вниз») можно интерпретировать как отсылку к фелляции. Бруно Марс, соавтор песни, подтвердил в интервью Entertainment Weekly, что припев песни относится к оральному сексу. Филип Лоуренс, также соавтор текста, признался, что эта песня была «почти чем-то, что мы случайно написали однажды вечером в машине, просто тусуясь». Это были он, Бруно Марс и Аарон Бэй-Шак. Бэй-Шак проигрывал Бруно и Филиппу несколько треков и хотел придумать что-то грандиозное для Флоу Райды, а они просто подбрасывали идеи 1980-х. Сексуальную тематику песни сравнивают с темой песни Бритни Спирс «If U Seek Amy» (2009).

## Критика
Рецензии на «Right Round» были в основном отрицательными. В обзоре R.O.O.T.S. Кен Капобьянко из The Boston Globe заявил: «Его музыка — это чистая сладость для ушей, которая, должно быть, вызывает у Бритни [Спирс] зависть, но он хочет выглядеть бандитом». Алекс Флетчер из Digital Spy заявил в своём обзоре на песню: «Очень сложно испортить классику поп-музыки, но Флоу Райда даёт ей здесь довольно хороший удар». Он добавил, что "Right Round" "полон большего женоненавистничества, чем мужской клуб рабочих 1970-х годов", и назвал его "неприятным делом, которое спасает от мусорной корзины только его сэмпл". Флетчер заключил: «Нечётких синтезаторов, электро-битов и заразительного припева в исполнении Кеши почти достаточно, чтобы заставить обычного слушателя развлечься. Но, к сожалению, никогда не проходит слишком много времени, прежде чем Флоу Райда снова появляется и всё портит». Саймон Возик-Левинсон из Entertainment Weekly назвал эту песню «ужасным рэп-римейком песни You Spin Me Round (Like a Record) группы Dead or Alive». Отметив, что в то время эта песня была синглом номер один в Billboard Hot 100, он добавил: «Что всё это говорит о нас как об обществе? В основном о том, что нам очень, очень нравятся потрясающие поп-хиты 80-х. Я думаю, в той форме, в которой мы можем их получить».
Было также несколько положительных отзывов. Один из таких обзоров был сделан Фрейзером Макэлпайном из BBC, который начал: «Это один из фундаментальных законов поп-музыки: всё, что намекает на «You Spin Me Round (Like A Record)» группы Dead Or Alive, будет стоить того, чтобы слушать». Он продолжил: «Хотя это всего лишь песня, написанная с точки зрения похотливого человека, наблюдающего за танцовщицей на пилоне и хвастающегося тем, сколько у него денег […] в манере, от которой Эйкон покраснел бы, во всём этом есть что-то милое».

## Трек-лист
| - EU CD 1 / US / AUS CD single 1. «Right Round» — 3:27 - GER CD single 1. «Right Round» — 3:27 2. «Low» (Travis Barker Remix) — 4:16 - EU CD 2 / US maxi CD single 1. «Right Round» (Benny Benassi Remix) — 6:31 2. «Right Round» (Benny Benassi Remix Edit) — 3:22 3. «Right Round» (Mark Brown Remix) — 6:51 4. «Right Round» (Mark Brown Remix Dub) — 6:51 | - US 12" vinyl 1. «Right Round» — 3:27 2. «Right Round» (Instrumental) — 3:23 3. «Shone» (Album Version) — 4:13 4. «Shone» (Instrumental) — 4:13 - EU CD 3 1. «Right Round» — 3:27 2. «Right Round» (Instrumental) — 3:23 3. «In the Ayer» (Jason Nevins Remix) — 6:47 4. «Right Round» (Music Video) — 3:26 |

## Чарты
| Чарт (2009)                                 | Высшая позиция |
| ------------------------------------------- | -------------- |
| Австралия (ARIA)                            | 1              |
| Австрия (Ö3 Austria Top 40)                 | 2              |
| Бельгия/Фландрия (Ultratop 50)              | 2              |
| Бельгия/Валлония (Ultratop 50)              | 1              |
| Канада (Billboard Canadian Hot 100)         | 1              |
| Канада (Billboard CHR/Top 40)               | 1              |
| Канада (Billboard Hot AC)                   | 2              |
| Croatia (HRT)                               | 3              |
| Чехия (Rádio — Top 100)                     | 6              |
| Дания (Tracklisten)                         | 3              |
| Европа (Billboard European Hot 100 Singles) | 2              |
| Финляндия (Suomen virallinen lista)         | 3              |
| Франция (SNEP)                              | 2              |
| Германия (GfK)                              | 4              |
| Венгрия (Dance Top 40)                      | 3              |
| Венгрия (Rádiós Top 40)                     | 5              |
| Ирландия (IRMA)                             | 1              |
| Израиль (Media Forest)                      | 6              |
| Италия (FIMI)                               | 18             |
| Japan Hot 100                               | 8              |
| Нидерланды (Dutch Top 40)                   | 4              |
| Нидерланды (Single Top 100)                 | 4              |
| Новая Зеландия (Recorded Music NZ)          | 2              |
| Норвегия (VG-lista)                         | 2              |
| Шотландия (OCC Scotland)                    | 1              |
| Словакия (Rádio — Top 100)                  | 3              |
| Испания (PROMUSICAE)                        | 7              |
| Швеция (Sverigetopplistan)                  | 2              |
| Швейцария (Schweizer Hitparade)             | 2              |
| Великобритания (OCC UK Singles)             | 1              |
| США (Billboard Hot 100)                     | 1              |
| США (Billboard Adult Pop Airplay)           | 31             |
| США (Billboard Dance/Mix Show Airplay)      | 19             |
| США (Billboard Hot Latin Songs)             | 31             |
| США (Billboard Hot R&B/Hip-Hop Songs)       | 63             |
| США (Billboard Hot Rap Songs)               | 3              |
| США (Billboard Pop Airplay)                 | 1              |
| США (Billboard Rhythmic)                    | 3              |

| Чарт (2009)                          | Позиция |
| ------------------------------------ | ------- |
| Australia (ARIA)                     | 5       |
| Austria (Ö3 Austria Top 40)          | 7       |
| Belgium (Ultratop 50 Flanders)       | 23      |
| Belgium (Ultratop 50 Wallonia)       | 24      |
| Canada (Canadian Hot 100)            | 3       |
| Denmark (Tracklisten)                | 18      |
| European Hot 100 Singles             | 16      |
| Germany (Media Control AG)           | 20      |
| Hungary (Dance Top 40)               | 20      |
| Hungary (Rádiós Top 40)              | 8       |
| Italy (FIMI)                         | 68      |
| Japan Hot 100 (Billboard)            | 85      |
| Netherlands (Dutch Top 40)           | 12      |
| Netherlands (Single Top 100)         | 47      |
| New Zealand (RIANZ)                  | 7       |
| Russia Airplay (Tophit)              | 58      |
| Sweden (Sverigetopplistan)           | 9       |
| Switzerland (Schweizer Hitparade)    | 6       |
| UK Singles (Official Charts Company) | 22      |
| US Billboard Hot 100                 | 6       |
| US Mainstream Top 40 (Billboard)     | 7       |
| US Rhythmic (Billboard)              | 15      |

| Чарт (2000—2009)     | Позиция |
| -------------------- | ------- |
| Australia (ARIA)     | 18      |
| US Billboard Hot 100 | 80      |

## Сертификации
| Регион | Сертификация  | Продажи   |
| --- | ------------- | --------- |
| Австралия (ARIA) | 3× Платиновый | 210 000^  |
| Австрия (IFPI Austria) | Золотой       | 15 000*   |
| Канада (Music Canada) | 4× Платиновый | 160 000*  |
| Дания (IFPI Danmark) | Платиновый    | 30 000^   |
| Финляндия (Musiikkituottajat) | Золотой       | 5,552     |
| Германия (BVMI) | Платиновый    | 300 000^  |
| Италия (FIMI) | Золотой       | 15 000*   |
| Япония (RIAJ) | Золотой       | 100 000^  |
| Новая Зеландия (RMNZ) | Платиновый    | 15 000*   |
| Швейцария (IFPI Switzerland) | Платиновый    | 30 000^   |
| Великобритания (BPI) | Платиновый    | 600 000   |
| США (RIAA) | 7× Платиновый | 7 000 000 |
| США (RIAA) · Mastertone | Золотой       | 500 000*  |
| * Данные о продажах приведены только на основе сертификации. · ^ Данные о тиражах приведены только на основе сертификации. · Данные о продажах + прослушиваниях приведены только на основе сертификации. |               |           |